# Cocal dos Alves
Cocal dos Alves es un municipio brasileño del estado del Piauí. Se localiza a una latitud 03º43'43" sur y a una longitud 41º26'56" oeste, a una altitud de 100 metros. Su población estimada en 2004 era de 5.628 habitantes.
Posee un área de 288,48 km².